# 변환기하학
변환기하학(Transformation geometry)은 수학에서 기하학적 변환 그룹과 그 아래에서 변하지 않는 속성에 중점을 두어 기하학 연구에 대한 수학적 및 교육학적 접근의 이름이다. 이는 정리 증명에 초점을 맞춘 유클리드 기하학의 고전적인 합성 기하학 접근 방식에 반대된다.
예를 들어, 변환기하학 내에서 이등변 삼각형의 속성은 특정 선에 대한 반사 (기하학)에 의해 자신에게 매핑된다는 사실에서 추론된다. 이는 삼각형의 합동 (기하학) 기준에 의한 고전적 증명과 대조된다.
기하학의 기초로 변환을 사용하려는 최초의 체계적인 노력은 19세기 펠릭스 클라인에 의해 에를랑겐 프로그램이라는 이름으로 이루어졌다. 거의 한 세기 동안 이 접근법은 수학 연구계에만 국한되어 있었다. 20세기에는 이를 수학 교육에 활용하려는 노력이 이루어졌다. 안드레이 콜모고로프는 러시아의 기하학 교육 개혁 제안의 일부로 이 접근법(집합 이론과 함께)을 포함시켰다. 이러한 노력은 1960년대에 새로운 수학 운동(New Math movement)으로 알려진 수학 교육의 전반적인 개혁으로 정점에 달했다.

## 같이 보기
- 변환행렬